# Доброшув-Великий
Доброшув-Великий (пол. Dobroszów Wielki) — село в Польщі, у гміні Новоґруд-Бобжанський Зеленогурського повіту Любуського воєводства.
Населення — 154 особи (2011).
У 1975-1998 роках село належало до Зеленогурського воєводства.

## Демографія
Демографічна структура станом на 31 березня 2011 року:
|          | Загалом | Допрацездатний вік | Працездатний вік | Постпрацездатний вік |
| -------- | ------- | ------------------ | ---------------- | -------------------- |
| Чоловіки | 77      | 13                 | 57               | 7                    |
| Жінки    | 77      | 18                 | 47               | 12                   |
| Разом    | 154     | 31                 | 104              | 19                   |